# Patruljiranje
Patruljíranje je vojaška in policijska taktika, ki se opravlja povsod tam, kjer je potrebna dodatna navzočnost policije ali vojske.

## Vojaško patruljiranje
Pri vojaškem patruljiranju gre za zagotavljanje varnosti enotam na terenu, treba pa jo je ločevati od izvidovanja. Patruljiranje se lahko izvaja na zasedenem območju ali za sovražnikovimi črtami. Izvaja se lahko peš, na smučeh ali s posebnimi kopenskimi, zračnimi ali vodnimi vozili. Pri patruljiranju se po navadi uporablja manjše število vojakov, oborožitev pa je prilagojena terenu in načinu na katerega se izvaja.

## Policijsko patruljiranje
Pri policijskem delu se patruljiranje izvaja predvsem tam, kjer je zaradi varnostne problematike potrebna večja navzočnost policistov. Policijske patrulje so po navadi sestavljene iz dveh policistov, ki delo opravljata peš, s policijskim vozilom, na konjih ali kolesih, posebno pozornost pa namenjata okolici in posameznikom ter informacije posredujeta obveščevalno-komunikacijskemu centru. Občasno se v patruljo vključi tudi vodnike službenih psov.